# Aizier
Aizier ist eine Gemeinde mit 156 Einwohnern (Stand: 1. Januar 2022) in der Normandie in Frankreich. Sie gehört zum Département Eure, zum Arrondissement Bernay und zum Kanton Bourg-Achard. 
Im Norden bildet die Seine die Grenze zu Saint-Maurice-d’Ételan. Die weiteren Nachbargemeinden sind Vatteville-la-Rue im Osten, Bourneville-Sainte-Croix im Süden, Trouville-la-Haule im Südwesten und Vieux-Port im Westen. Die Bewohner nennen sich Aiziérois.

## Bevölkerungsentwicklung
| Jahr                       | 1962 | 1968 | 1975 | 1982 | 1990 | 1999 | 2008 | 2016 |
| -------------------------- | ---- | ---- | ---- | ---- | ---- | ---- | ---- | ---- |
| Einwohner                  | 108  | 112  | 104  | 117  | 113  | 127  | 118  | 136  |
| Quellen: Cassini und INSEE |      |      |      |      |      |      |      |      |

## Sehenswürdigkeiten
- Dolmen von Aizier, Monument historique
- Kirche Saint-Pierre, Monument historique
- Kapelle Saint-Thomas

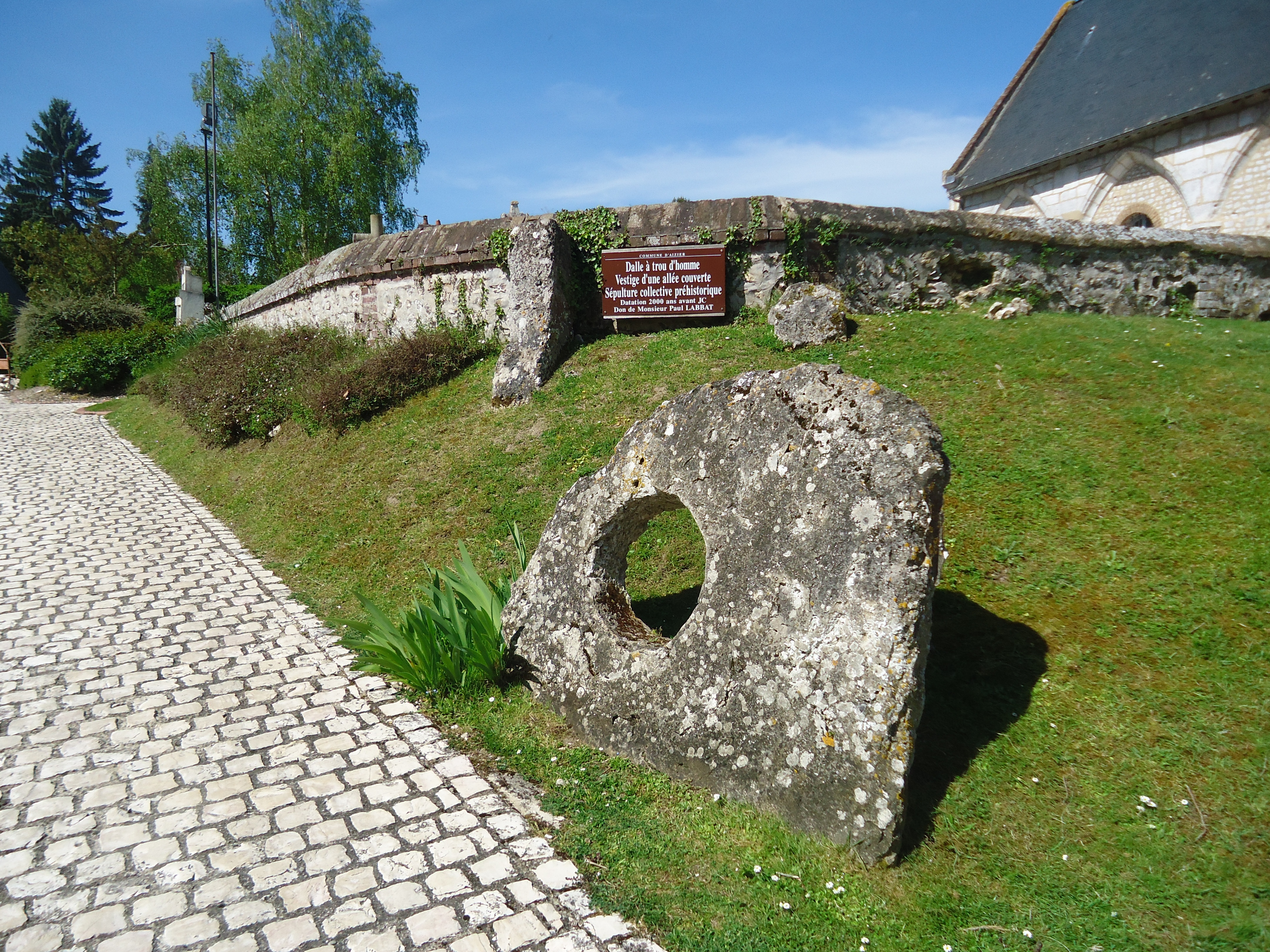
Dolmen von Aizier
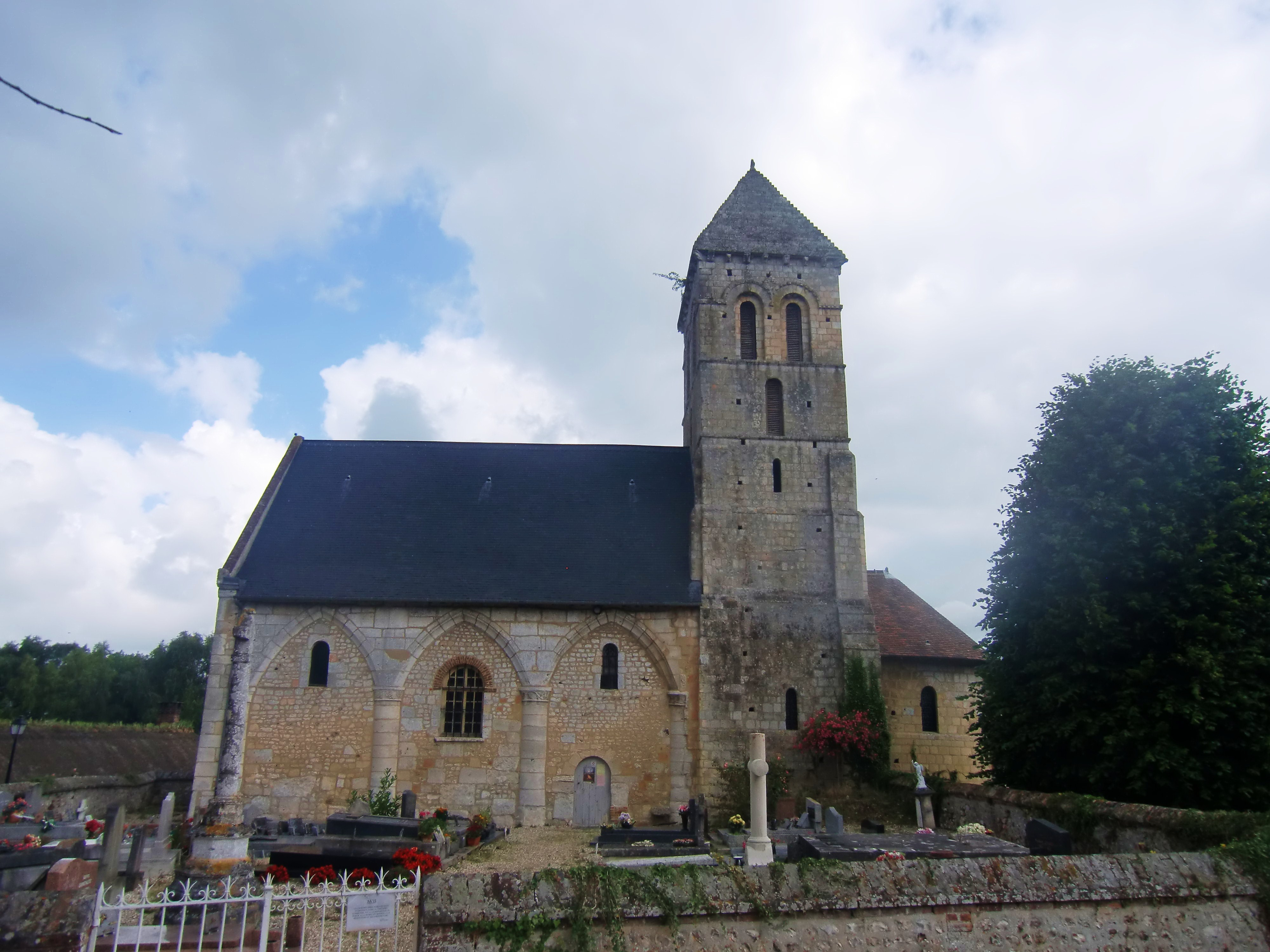
Kirche Saint-Pierre
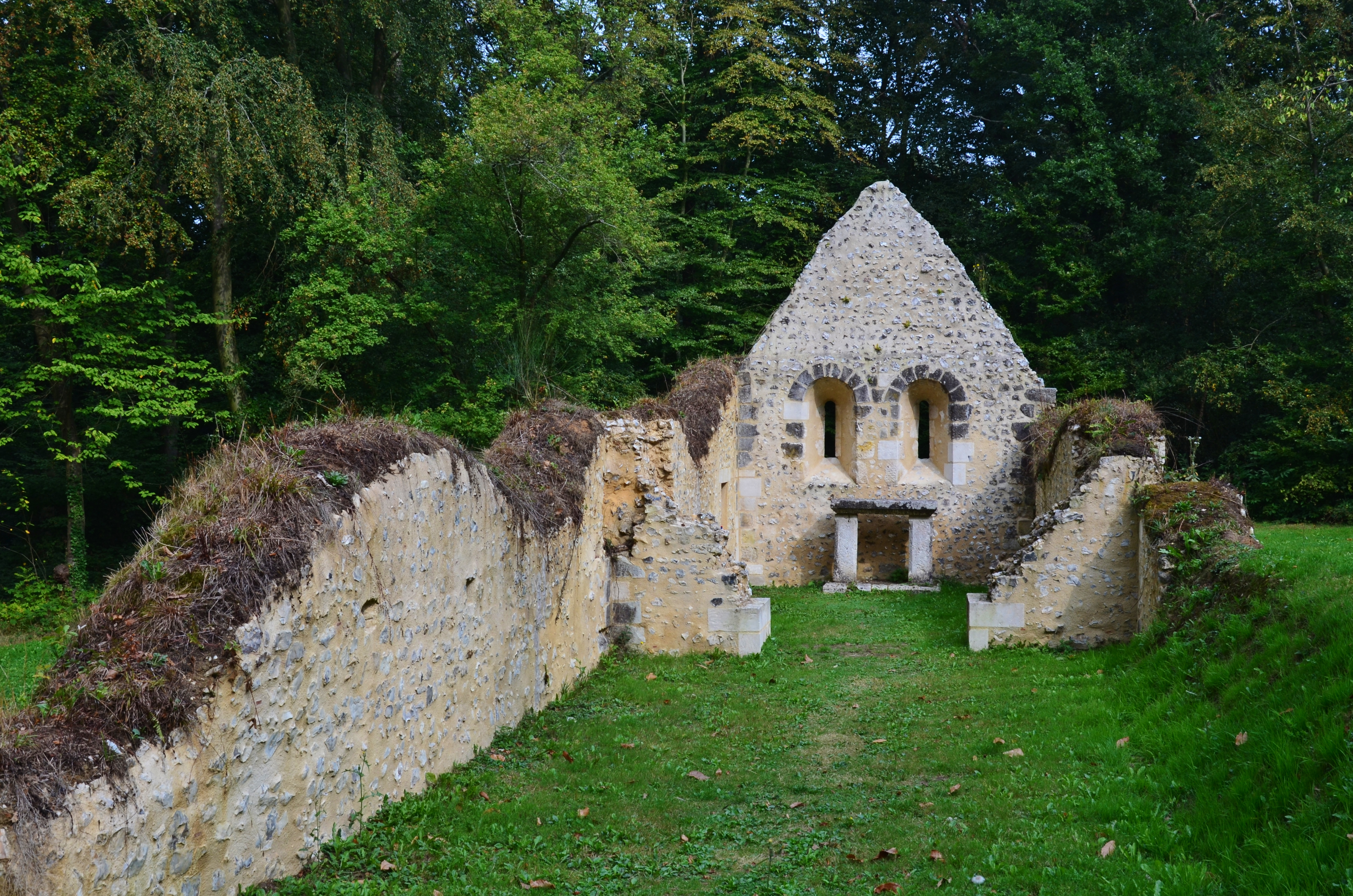
Kapelle Saint-Thomas